# Henryk Grzonka
Henryk Bronisław Grzonka (ur. 16 lutego 1958 w Wodzisławiu Śląskim) – polski dziennikarz radiowy, sprawozdawca sportowy, publicysta.

## Wykształcenie
W 1977 roku ukończył I Liceum Ogólnokształcące im. 14 Pułku Powstańców Śląskich w Wodzisławiu Śląskim. Absolwent Uniwersytetu Śląskiego (Wydział Nauk Społecznych, Wydział Radia i Telewizji) 1982. Za pracę magisterską dotyczącą historii Śląska otrzymał Nagrodę Ministra Nauki Szkolnictwa Wyższego i Techniki. W okresie studiów, od 1977 roku, pracował w zespole redakcyjnym Studenckiego Studia Radiowego EGIDA Uniwersytetu Śląskiego. Przez 10 lat kierował jego działalnością jako redaktor naczelny

## Praca zawodowa
Od 1982 był dziennikarzem Polskiego Radia Katowice. Pracował jako prezenter, publicysta, a także reporter i sprawozdawca sportowy publicznej radiofonii. Specjalizował się w tematyce sportowej, a w szczególności w sporcie żużlowym i kolarstwie.
Współtworzył najstarszą sportową audycję w polskiej radiofonii – „Z mikrofonem po boiskach”. Przez wiele lat współtworzył także sportowe programy emitowane w Programie I Polskiego Radia („Kronika Sportowa”, „Przy muzyce o sporcie”, „Studio S-13”). Relacjonował na radiowej antenie przebieg sportowych wydarzeń w kraju i na świecie, w tym kilkakrotnie letnie i zimowe igrzyska olimpijskie, mistrzostwa świata w kolarstwie, ponad 400 imprez rangi mistrzostw świata i Europy w jeździe na żużlu, w tym ponad 200 turniejów Grand Prix indywidualnych mistrzostw świata.
Na antenie radiowej zajmował się także propagowaniem Śląska i jego kultury, oraz badaniem dziejów polskiej radiofonii.
Autor publikacji książkowych, między innymi pierwszej na świecie encyklopedii sportu żużlowego (Speedway – encyklopedia Katowice 1995), oraz całościowej dokumentacji najstarszych polskich rozgrywek (Speedway – Indywidualne Mistrzostwa Polski, Katowice 1998).
Członek Międzynarodowego Stowarzyszenia Prasy Sportowej AIPS, Klubu Dziennikarzy Sportowych oraz klubu dziennikarzy zrzeszonych pod auspicjami Międzynarodowej Federacji Motocyklowej FIM. Przeszedł wszystkie szczeble kariery radiowej od stażysty, reportera, kierownika redakcji, poprzez sekretarza programu, szefa anteny, zastępcy redaktora naczelnego do prezesa zarządu-redaktora naczelnego.

## Przebieg pracy zawodowej
W latach 1985–1987 pracował w Redakcji Literackiej, nagrywając m.in. reportaże. Za jeden z nich, zatytułowany „W tę samą stronę” (zrealizowany wspólnie z red. Krystyną Bochenek) otrzymał główną nagrodę w ogólnopolskim konkursie na reportaż roku 1985.
W latach 1998–2006 i 2008-2011 kierował działalnością programową, a w latach 2011–2016 pełnił funkcję Prezesa Zarządu i Redaktora Naczelnego Polskiego Radia Katowice.
Współautor „Ligoniowego Radia” – audycji propagującej śląską kulturę, mowę i obyczaje, emitowanej w Polskim Radiu Katowice w latach 2006–2016.
Propaguje działalność i dorobek Ślązaka, popularnego „Karlika z Kocyndra” – Stanisława Ligonia. Z jego inicjatywy wzniesiono w Katowicach (przed gmachem Radia Katowice) pomnik Stanisława Ligonia, oraz odtworzono przedwojenny historyczny neon „Polskie Radio Katowice” na frontowej ścianie gmachu Rozgłośni, a także zajmuje się badaniem i dokumentowaniem dziejów polskiej radiofonii. Z jego inicjatywy powstała w Katowicach pierwsza w Polsce stała ekspozycja muzealna poświęcona historii polskiej radiofonii.
Od 1995 roku Członek Kapituły przyznającej tytuł Honorowego Ślązaka Roku. W latach 2008–2016 członek Kapituły Nagrody im. Stanisława Ligonia (w latach 2011–2016 jej przewodniczący). Od 2005 roku wykładowca podstaw dziennikarstwa na Wydziale Nauk Społecznych Uniwersytetu Śląskiego, a w latach 2007–2015 także Wyższej Szkoły Bankowej w Poznaniu, Wydziału Zamiejscowego w Chorzowie. Na uczelni tej w 2010 roku otrzymał tytuł Wykładowcy Roku.
W marcu 2016 Henryk Grzonka został odwołany z funkcji prezesa i redaktora naczelnego Radia Katowice.
W 2017 roku został Honorowym Obywatelem Gminy Godów.

## Odznaczenia i wyróżnienia
- Krzyż Kawalerski Orderu Odrodzenia Polski (2012)
- Srebrny Krzyż Zasługi (2002)
- Srebrna i Złota odznaka „Za Zasługi dla Sportu” (2003 i 2007)
- Złota Odznaka Honorowa za Zasługi dla Województwa Śląskiego (2017)[16]
- Złota Odznaka Za Zasługi dla Uniwersytetu Śląskiego (2016)[17]
- Złota Odznaka Honorowa Polskiego Związku Motorowego (2006)
- Brązowa Odznaka Honorowa Polskiego Związku Piłki Nożnej (2015)
- Złota Odznaka Honorowa Śląskiego Związku Piłki Nożnej (2002)
- Złota Odznaka Polskiego Radia Katowice (2007)
- Platynowy Laur Umiejętności i Kompetencji (2012)
- Nagroda „Animus Silesiae” (2012)[18]
- Nagroda śląskich środowisk twórczych „Hanys 2011”[19]
- Piramida Wiedzy, Fachowości i Przyjaźni – „Ślonsko Hołda Charlotte” (2016)[20]
- Nagroda Środowiskowa Studentów „Studencki Laur” (2015)[21]
- Medal Uniwersytetu Śląskiego (1989, 1994)
- Nagroda Ministra Nauki i Szkolnictwa Wyższego za najlepszą pracę magisterską (1983)

## Publikacje książkowe
- Speedway – encyklopedia (Katowice 1995)[6]
- Speedway – indywidualne mistrzostwa Polski (Katowice 1998)
- Polskie Radio Katowice 1927 – 2007 (Katowice 2007) red.[6]
- Polskie Radio Katowice 1927 – 2012 (Katowice 2012)[22]
- Antoni Woryna – wspomnienie (Rybnik 2002)[6]
- Stanisław Ligoń – artysta malarz, działacz kultury, polityk, twórca radiowy (Katowice 2010)
- Stadion Śląski. Kocioł Czarownic 1956-2018 (Katowice 2018) współautor[23]
- Programy z Kotła Czarownic (Katowice 2018)
- Stanisław Ligoń 1897-1954 Ziemia Święta w obiektywie Karlika z "Kocyndra" (Katowice 2019)[24]
- Kryterium Asów. Wyścig Przyjaźni Polski i Czechosłowacji. Wyścigi Wydawnictwa Wyniki (Katowice 2021)[25]
- Wyścig Szosami Zagłębia, Wyścig Wodzisław - Karvina - Wodzisław. Wyścigi Wydawnictwa Wyniki Tom II (Katowice 2023)[26]
- Czarny sport czyste emocje. Historia sportu żużlowego w Rybniku 1932-2022 (Rybnik 2022) współautor, red. prowadzący[27]